# Палестино-украинские отношения
Палестино-украинские отношения — двухсторонние отношения между Украиной и Палестиной (Организацией освобождения Палестины).
Палестина (в лице ООП) признала независимость Украины 2 января 1992 года. Дипотношения были установлены 2 ноября 2001 года, когда в Киеве открыли Посольство Палестины. В Рамалле с 2007 года действует Представительство Украины при Палестинской Национальной Администрации.
Украина поддержала резолюции ООН против оккупации Израилем палестинских территорий. В то же время не поддерживает отношения с Сектором Газа с тех пор, как там в 2005 году пришел к власти ХАМАС и не признает ХАМАС террористической организацией, а с июля 2024 года Украина отправляет на палестинские территории гуманитарную помощь.

## История
Украинская ССР проголосовала за план ООН по разделению Палестины в 1947 году Позже Советский Союз создал университетскую программу обмена, чтобы позволить палестинским студентам-медикам учиться в Украине. Отношения, начатые участниками программы, привели к росту украинской общины в Палестине, которая к 2020-м годам выросла примерно до 1500 украинских палестинцев. 19 ноября 1988 года признала независимость Палестины. 
В ноябре 1996 года президент Украины Леонид Кучма посетил с официальным визитом Палестинскую национальную администрацию (ПНА), в рамках которого в Рамалле были проведены переговоры с главой ПНА Ясиром Арафатом. В апреле 1999 года глава ПНА Ясир Арафат посетил Киев и провёл переговоры с президентом Украины Леонидом Кучмой.
В январе 2000 года Леонид Кучма посетил Западный Берег, где принял участие в праздновании 2000-летия христианства в Вифлееме, в ходе которого встретился с Ясиром Арафатом. В ноябре 2007 года во время визита президента Украины Виктора Ющенко в Палестину была подписана договорённость с президентом Махмудом Аббасом об открытии Представительства Украины при ПНА.
В ноябре 2014 года посол Палестины в Украине Мохамед Касем Аль-Ассад озвучил позицию своей страны относительно войны на востоке Украины: «Мы поддерживаем территориальную целостность Украины и считаем, что Донбасс был, есть и будет частью Украины.»
В декабре 2016 года Украина поддержала резолюцию Совета Безопасности ООН с осуждением строительства израильских поселений на территории Палестины. Представитель Украины в ООН Владимир Ельченко сравнил израильские поселения на Западном Береге с российской оккупацией Крыма. Министр иностранных дел Павел Климкин заявил, что текст резолюции сбалансирован: Израиль должен воздержаться от строительства поселений, а Палестина должна принять меры по борьбе с терроризмом.
В январе 2020 года Украина вышла из Комитета по осуществлению неотъемлемых прав палестинского народа (CEIRPP).
Власти Палестины не заняли публичной позиции по поводу российского вторжения в Украину в 2022 году, вместо этого Аббас и большинство лидеров Палестины решили сохранять нейтралитет, поскольку «хотят сохранить хорошие отношения с обеими сторонами.»
В ноябре 2022 года Украина поддержала резолюцию ООН, в которой просила Международный суд ООН расследовать «длительную оккупацию, заселение и аннексию палестинской территории Израилем». В ответ Израиль вызвал и вынес предупреждение украинскому послу. Вскоре после этого, «явно в качестве акта возмездия», Израиль не проголосовал за резолюцию ООН, призывающую Россию выплатить репарации за вторжение в Украину.
Украина осудила атаку ХАМАС на Израиль в октябре 2023 года, назвав её «террористической» и выразив поддержку Израилю «в его праве на защиту себя и своего народа». Также осудила нападения на мирных палестинцев в секторе Газа и поддержало решение конфликта на основе создания двух государств. Более 300 украинских ученых, активистов и деятелей искусств выразили солидарность с палестинцами в открытом письме. Большая часть украинской общины в Газе была вынуждена покинуть страну из-за войны.
2 июня 2024 года президент Украины Владимир Зеленский подтвердил поддержку Украиной решения о создании двух государств. Он отметил, что, хотя Украина поддержала право Израиля на самооборону от ХАМАС во время атак в октябре 2023 года, во время гуманитарного кризиса Украина заявила, что готова оказать гуманитарную помощь Газе и «сделает все, чтобы Израиль остановился и не страдали мирные жители».

## Торговля
Для ввоза в Палестину таких товаров, как живые животные, молочные и мясные продукты, яйца, мёд, необходимо получение соответствующих сертификатов со стороны Израиля, поскольку товары проходят через его таможню и территорию. По данным Госстата Украины, за период с 2015 по 2019 год объём украинского экспорта, на который приходится 99,9 % двустороннего товарооборота, вырос с 10,1 млн долларов США до 27,3 млн долларов США.
Общая структура украинского экспорта в Палестину включает следующие основные товарные группы: жиры и масла животного или растительного происхождения (32,7 %); продукция мукомольно-крупяной промышленности (31,0 %); сахар и кондитерские изделия (14,2 %); готовая продукция из зерна (7,5 %); пластмассы и полимерные материалы (3,8 %).
При этом увеличилось разнообразие товарной номенклатуры: если ранее на две основные группы (жиры и масла животного или растительного происхождения и продукцию мукомольно-крупяной промышленности) приходилось 77,8 % от общего украинского экспорта, то в 2020 году их доля снизилась до 63,7 %. Вместо этого заметно вырос процент сахара и кондитерских изделий, а также пластмасс и полимерных материалов.
Реальные цифры значительно выше, поскольку статистика не всегда отражает Палестину как отдельную таможенную территорию, и большая часть товаров из Украины ввозится через Израиль и другие страны. По данным палестинской стороны, объём импорта товаров украинского происхождения составляет ежегодно 85-90 млн долларов США.
Отличаются также и данные по категориям товаров. В отличие от указанных показателей Госстата, палестинская статистика выделяет следующие основные категории товаров украинского происхождения: чёрные металлы (46,1 %); продукция мукомольно-крупяной промышленности (35,4 %); жиры и масла животного или растительного происхождения (14,1 %); сахар и кондитерские изделия (0,8 %); древесина и изделия из дерева (0,8 %).
Объём торговых услуг, предоставленных Украиной в 2020 году, составил 847,5 тыс. долларов США (81 % от показателя 2019 года), объём палестинских услуг — 44,7 тыс. долларов США.
В 2018 году состоялся визит в Киев делегации Торгово-промышленной палаты Хеврона — экономического и финансового центра Палестины, в рамках которого прошёл первый украинско-палестинский бизнес-форум.
18 июля 2024 года Украина направила в подарок на палестинские территории 1000 тонн своей пшеничной муки.

## Украинцы в Палестине
После начала войны Израиля с ХАМАСом осенью 2023 года из Сектора Газа было возвращено в Украину более 300 украинских граждан, часть из которых не могли выехать ранее из-за преград со стороны режима ХАМАСа.

## Образование
Около трёх тысяч палестинцев получили образование в украинских ВУЗах.